# 二羟基苯甲酸
二羟基苯甲酸（DHBA）是一种酚酸。
其中有六种主要的化合物，它们的分子式均为C7H6O4。这包括：
- 2,3-二羟基苯甲酸（2-焦儿茶酸或次没食子酸）
- 2,4-二羟基苯甲酸（β-间羟基苯甲酸）
- 2,5-二羟基苯甲酸（龙胆酸）
- 2,6-二羟基苯甲酸（γ-间羟基苯甲酸）
- 3,4-二羟基苯甲酸（原儿茶酸）
- 3,5-二羟基苯甲酸（α-间羟基苯甲酸）

苔色酸（2,4-二羟基-6-甲基苯甲酸）为一种二羟基苯甲酸衍生物，结构上多一个甲基。
|  | 这个同类索引页列出了具有相同或相似标题的化学条目。 除非您是有意链接至本页，否则应将相应条目的内部链接指向正确的条目。 |